# Масерија Барета (Фођа)
Масерија Барета (итал. Masseria Barretta) је насеље у Италији у округу Фођа, региону Апулија.
Према процени из 2011. у насељу је живело 4 становника. Насеље се налази на надморској висини од 21 м.